# Wyższa Szkoła Europejska im. ks. Józefa Tischnera w Krakowie

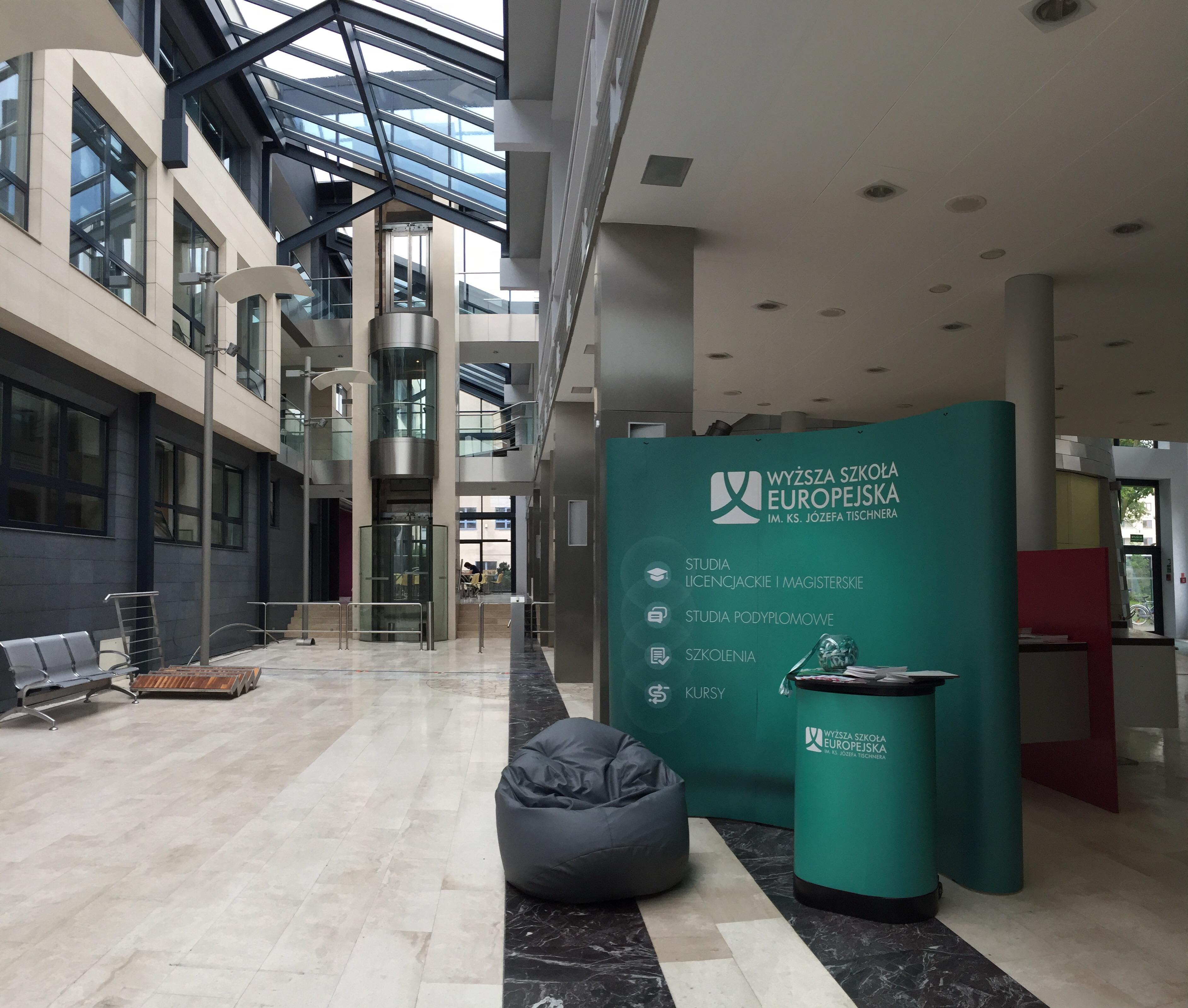
Główny korytarz

Wyższa Szkoła Europejska im. ks. Józefa Tischnera – nieistniejąca uczelnia niepubliczna w Krakowie. Powstała z inicjatywy Społecznego Instytutu Wydawniczego „Znak” w lutym 2003. Zarząd nad uczelnią przejęła w 2005 Wyższa Szkoła Informatyki i Zarządzania w Rzeszowie, a w 2022 – Uniwersytet SWPS. Instytucja zakończyła działalność 1 października 2024, kiedy nastąpiło jej wcielenie do Uniwersytetu SWPS.

## Historia
Powstanie uczelni ogłoszono pod koniec lutego 2003, nabór studentów rozpoczął się w marcu. Pierwszym rektorem został Jarosław Gowin. W gronie profesorów-założycieli znaleźli się ówczesny przewodniczący Międzynarodowego Stowarzyszenia Socjologicznego Piotr Sztompka, prezes Ośrodka Myśli Politycznej Ryszard Legutko i Czesław Porębski. W skład Rady Patronackiej weszli Władysław Bartoszewski, Norman Davies, Bronisław Geremek, Ryszard Kapuściński, Leszek Kołakowski, Tadeusz Mazowiecki, Czesław Miłosz, Jan Nowak-Jeziorański, bp Tadeusz Pieronek, o. Maciej Zięba OP, Andrzej Zoll i abp Józef Życiński. Rektor Gowin zapowiedział, że uczelnia będzie się wzorować na Uniwersytecie Oksfordzkim i przygotowywać absolwentów do europejskiego rynku pracy; jej faktycznym poprzednikiem był Uniwersytet Latający Znaku, działający w roku akademickim 2002/2003. Znak przeznaczył na uruchomienie instytucji 4 mln zł.
W 2005 głównym udziałowcem uczelni stała się Wyższa Szkoła Informatyki i Zarządzania w Rzeszowie (WSIiZ), która wraz ze Znakiem, Instytutem Tertio Millennio o. Macieja Zięby i Polską Konfederacją Pracodawców Prywatnych „Lewiatan” powołała Europejskie Centrum Certyfikacji jako nowy organ kontrolujący uczelnię.
W latach 2018–2021 rektorem uczelni była Anna Siewierska-Chmaj, wykładowczyni związana z WSIiZ. Po niej przez rok funkcję sprawowała Małgorzata Mitoraj-Jaroszek.
31 sierpnia 2022 Uniwersytet SWPS przejął kontrolę nad Europejskim Centrum Certyfikacji. Prezesem zarządu ECC został rektor USWPS Roman Cieślak, wiceprezesami – dyrektor generalna USWPS Ewa Ger i założyciel USWPS Piotr Voelkel.. We wrześniu 2022 powołana została filia Uniwersytetu SWPS im. ks. Józefa Tischnera, co zapoczątkowało proces integracji WSE z Uniwersytetem SWPS, zakończony 30 września 2024. 1 października 2022 urząd rektora objął Edward Nęcka. W grudniu 2022 rozpoczął działalność Wydział Psychologii Uniwersytetu SWPS w Krakowie, a w październiku 2023 powstał Wydział Interdyscyplinarny tej uczelni.

## Kierunki studiów
Od 1 października 2024 kierunki studiów prowadzone dotychczas przez WSE są realizowane na Wydziale Interdyscyplinarnym USWPS w Krakowie. Wydział ten oferuje studia, które łączą ze sobą różne dziedziny nauki ze sztuką oraz technologią, na poziomie studiów licencjackich i jednolitych magisterskich.
W skład Filii im. ks. Józefa Tischnera USWPS w Krakowie wchodzi także Wydział Psychologii, na którym studia realizowane są od roku akademickiego 2023/2024. Filia prowadzi również studia podyplomowe.
Kierunki I stopnia
- Game Design
- Grafika reklamowa i multimedia
- Psychology – studia w języku angielskim
- Skandynawistyka – ścieżka szwedzka i norweska
- Sztuka cyfrowa
- Zarządzanie

Jednolite magisterskie
- Psychologia

## Władze
Wydział Interdyscyplinarny
Funkcję dziekan Wydziału Interdyscyplinarnego objęła dr hab. Magdalena Pińczyńska, prof. Uniwersytetu SWPS.
Prodziekani i pełnomocnicy:
- prodziekan ds. dydaktycznych – dr Justyna Berniak-Woźny
- prodziekan ds. studenckich – dr Anna Syczewska
- pełnomocniczka dziekana ds. jakości kształcenia – dr Marta Błaszkowska-Nawrocka
- pełnomocniczka dziekana ds. praktyk – mgr Zuzanna Łazarewicz
- pełnomocnik dziekana ds. praktyk – mgr Michał Jutkiewicz
- pełnomocniczka dziekana ds. praktyk – dr Grażyna Urbanik
- pełnomocnik dziekana ds. praktyk – mgr Tomasz Ulman
- pełnomocniczka dziekana ds. współpracy międzynarodowej – dr Kinga Blaschke
- pełnomocnik dziekana ds. współpracy międzynarodowej – mgr Ziemowit Kościelny

Wydział Psychologii
Funkcję dziekana Wydziału Psychologii objął prof. dr hab. Edward Nęcka.
Prodziekani:
- prodziekan ds. studenckich – dr Hanna Kucwaj
- prodziekan ds. dydaktycznych – Marlena Banasik

## Siedziba
Od 3 września 2018 roku siedziba WSE mieściła się w nowoczesnym budynku przy al. Jana Pawła II 39a w Krakowie.
Uniwersytet SWPS nabył historyczny gmach dawnego Seminarium Śląskiego,  przy Alei Adama Mickiewicza 3 w Krakowie, który stanie się nową siedzibą obu wydziałów. Gmach położony jest w ścisłym centrum Krakowa, w sąsiedztwie innych krakowskich uczelni oraz instytucji kultury.
Gmach Seminarium Śląskiego wybudowano w 1926-1928, a jego projektantami byli architekci Zygmunt Gawlik i Franciszek Mączyński. Budynek zdobią charakterystyczne dekoracje, m.in. płaskorzeźby ewangelistów autorstwa Xawerego Dunikowskiego, wybitnego rzeźbiarza okresu międzywojennego. Gmach, przez niemal 40 lat, zajmował Uniwersytet Jagielloński.
Obecnie trwa jego adaptacja do potrzeb uczelni. Do czasu zakończenia prac modernizacyjnych siedzibą filii jest budynek przy al. Jana Pawła II 39A.

## Współpraca międzynarodowa
WSE realizowała program Erasmus +, w ramach którego możliwa jest wymiana studentów, wykładowców i pracowników administracyjnych.
WSE organizowała cztery razy do roku Szkoły Letnie dla studentów z zagranicy. Stałym partnerem korzystającym z oferty Szkół Letnich był Europäische Fernhochschule z Hamburga.
Współpraca zagraniczna WSE obejmowała także konferencje, wykłady otwarte i seminaria organizowane we współpracy z Fundacją Konrada Adenauera i Fundacją Współpracy Polsko-Niemieckiej – m.in. Polska i Niemcy w przeddzień prezydencji Polskiej w Unii Europejskiej, Niemcy-Polska-Europa, Cykl wykładów o terroryzmie.

## Członkostwa
Stowarzyszenie Project Management Polska, Małopolski Klaster Technologii Informacyjnych

## Statystyka
- liczba kierunków: 5 + 21 (podyplomowe)
- liczba specjalności: 17
- liczba studentów i słuchaczy studiów podyplomowych: ok. 3000
- liczba zrealizowanych stypendiów Erasmusa: ok. 200